# Critique gastronomique
Un critique gastronomique est un journaliste qui analyse la qualité des restaurants et de leur nourriture pour publier ensuite des conseils auprès de consommateurs, par exemple par l'intermédiaire d'un guide gastronomique.

## Histoire
En France, la critique gastronomique est née au début du XIXe siècle, avec Grimod de La Reynière, qui fut le premier à réunir un jury culinaire, le « jury dégustateur », qui se réunissait tous les mardis à son domicile des Champs-Élysées, et dont les appréciations sur les mets présentés, appelées « légitimations », étaient ensuite publiées dans l'Almanach des Gourmands (1803-1812).
Au XXe siècle, les critiques gastronomiques les plus en vue sont ceux qui écrivent dans les journaux quotidiens, les magazines de cuisine et les guides gastronomiques, à l'instar de Henri Gault et Christian Millau qui ont fondé le Gault et Millau en 1965. Le caractère, en principe plus éphémère, des émissions de la radio et de la télévision font que très peu de critiques gastronomiques utilisent ces médias pour communiquer régulièrement leurs analyses.
Après la Seconde Guerre mondiale, des journalistes ayant collaboré et interdits de presse furent « recyclés » dans la rubrique gastronomique de revues ou de journaux, tels Robert J. Courtine et Georges Prade.
Depuis la fin du XXe siècle se développe la critique gastronomique sur Internet, à travers des sites dédiés (Yelp offre ainsi des services de publication de critiques), des blogs ou des forums de discussion 